# Lomax Motor Company

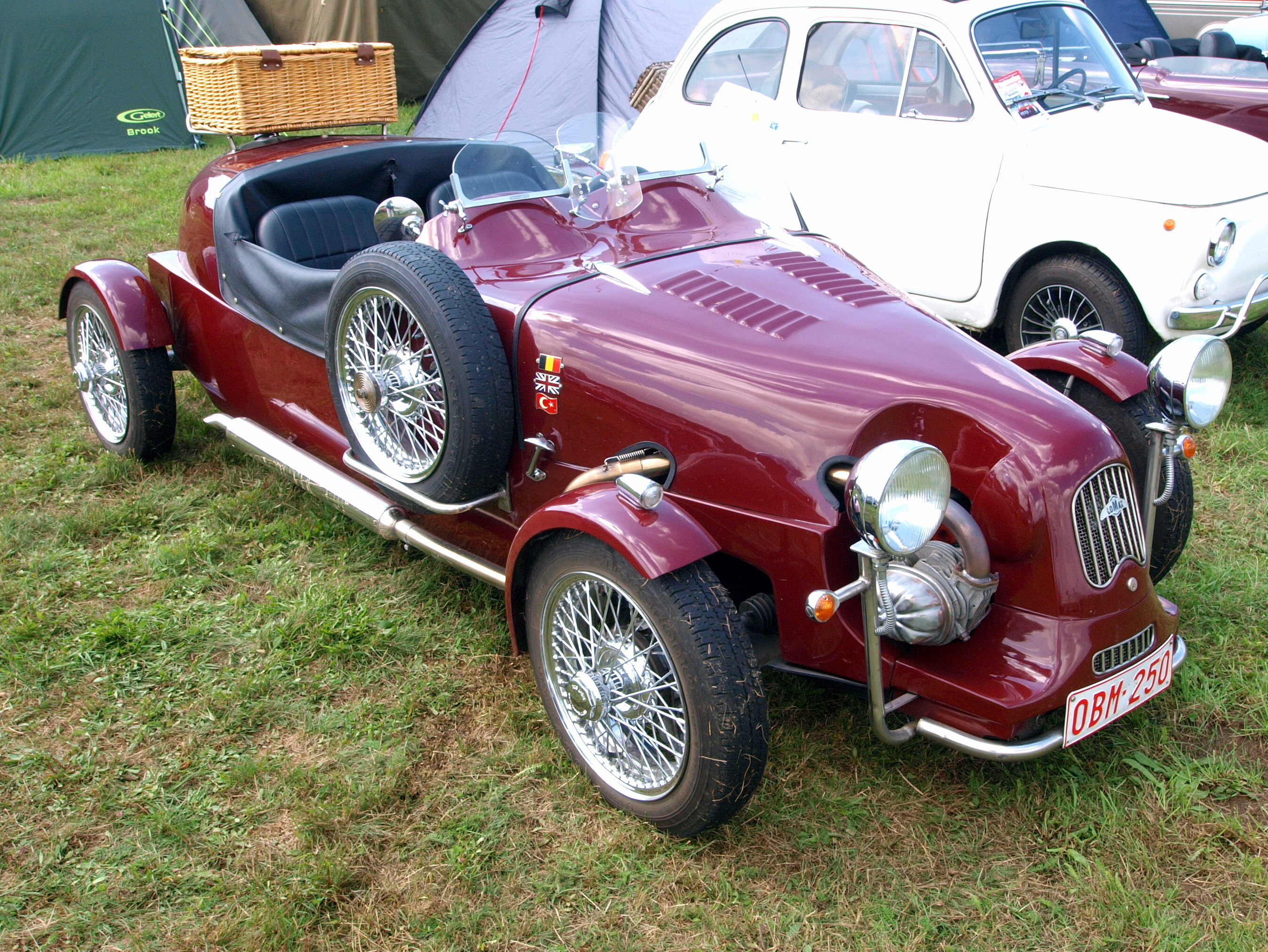
Lomax OBM-250

Die Lomax Motor Company war ein britischer Automobilhersteller. Der Markenname lautet Lomax. Bei den Fahrzeugen handelt es sich um Kit Cars auf Basis des Citroën 2CV. Anfang der 1980er Jahre entstand der Bausatz in England und kam über Holland Ende 1989 auch nach Deutschland. Das Design erinnert an die legendären Morgan Threewheeler der 1930er Jahre. Ein Lomax ist in der Regel ein offener Roadster, der ganz ohne Dach gefahren wird. Im Lomax-Club Deutschland wird heute noch diskutiert, ob es "der" oder "die" Lomax heißen soll.

## Beschreibung
Von einem alten 2CV wird die Karosserie entfernt und diese durch die Einzelteile des Bausatzes ersetzt. Vorher wird noch das Kühlgebläse des Motors entfernt, denn der Lomax wird nur mit Fahrtwind gekühlt. Die ursprüngliche Variante ist die mit drei Rädern (vorne zwei, hinten eins). Es gibt aber auch solche mit vier Rädern. Die Modellbezeichnungen 223 und 224 ergeben sich aus: 2 Zylinder, 2 Sitzplätze, 3 Räder oder 2 Zylinder, 2 Sitzplätze, 4 Räder.
Der Lomax hat in der Regel 29 PS, wiegt ca. 450 kg, hat zwei Sitze und kommt auf eine Spitzengeschwindigkeit von ca. 140 km/h. Der Benzinverbrauch liegt bei etwa 4 bis 6 Liter Super auf 100 km. Manche Exemplare sind mit einem Motorradmotor von Moto Guzzi und wenige Exemplare sind mit einem Motorradmotor der Honda ST 1100 Pan European bestückt. Auch gibt es optional anstelle des Citroën Viergang- ein Fünfganggetriebe eines Schweizer Herstellers. Dieser rüstet das originale Getriebe fachgerecht um.
Der Lomax ist seit seiner Entwicklung in England durch viele Firmen dort gegangen. Zuletzt übernahm die Firma Cradley Motor Works aus East Sussex die Produktion. Die Firma wurde am 12. Januar 2019 geschlossen.
In den Niederlanden konnte man den Lomax bei der Firma Auto Bouw Service bekommen. In Deutschland war der Lomax über die Firma Der Franzose Automobiltechnik GmbH zu beziehen, doch seine Zukunft ist ungewiss geworden. Das Dreiradmodell 223 ist wegen Gesetzesänderungen nicht mehr zu bekommen. Was aus dem Vierradmodell 224 wird, ist nicht klar.

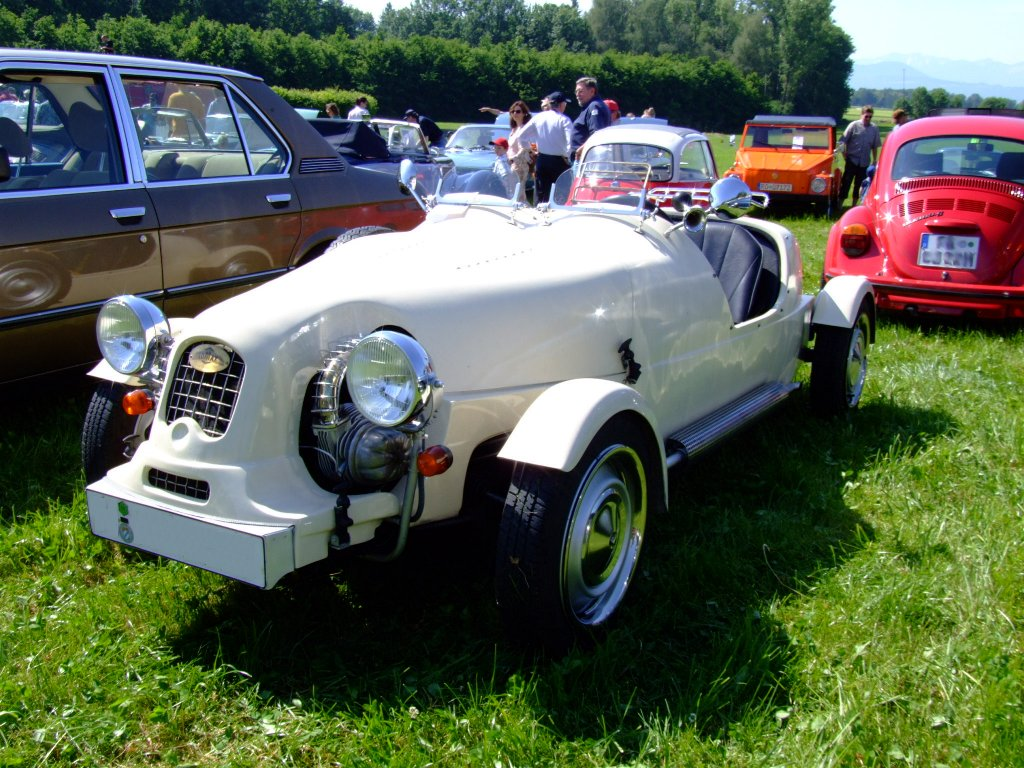
Lomax (1997)
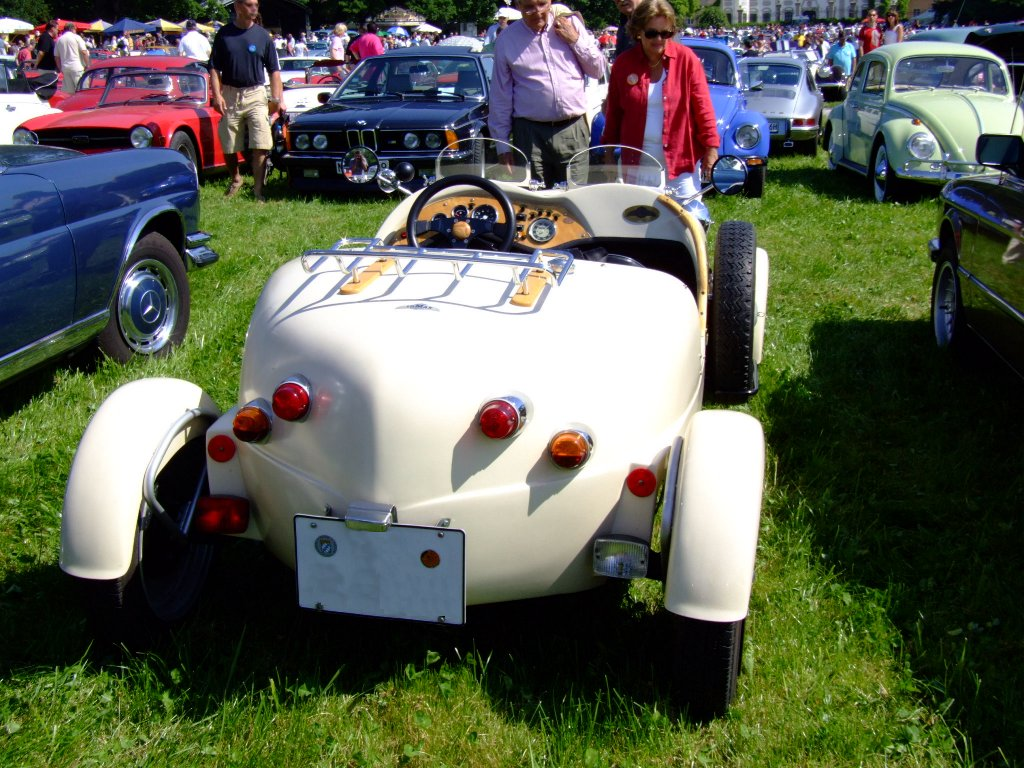
Lomax (1997)
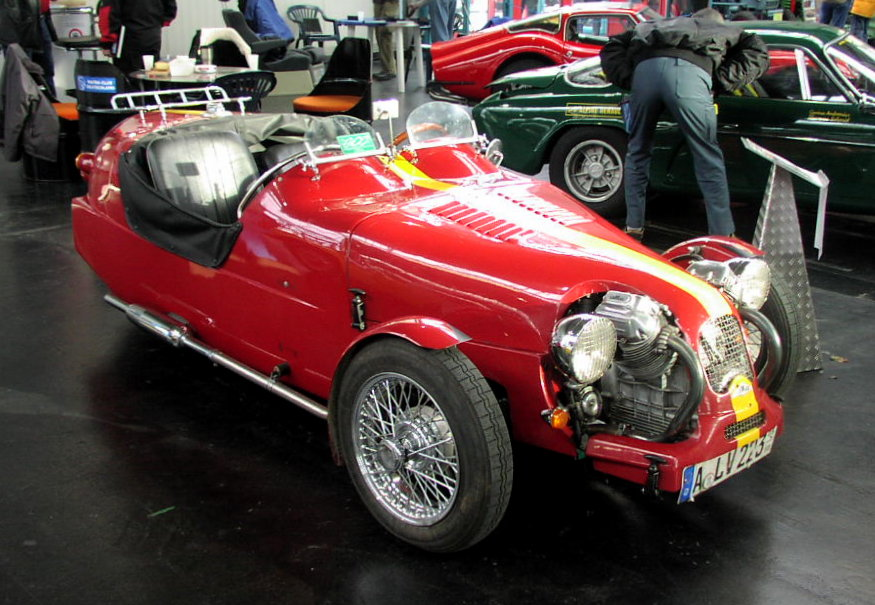
Lomax 223 mit Moto-Guzzi-Motor
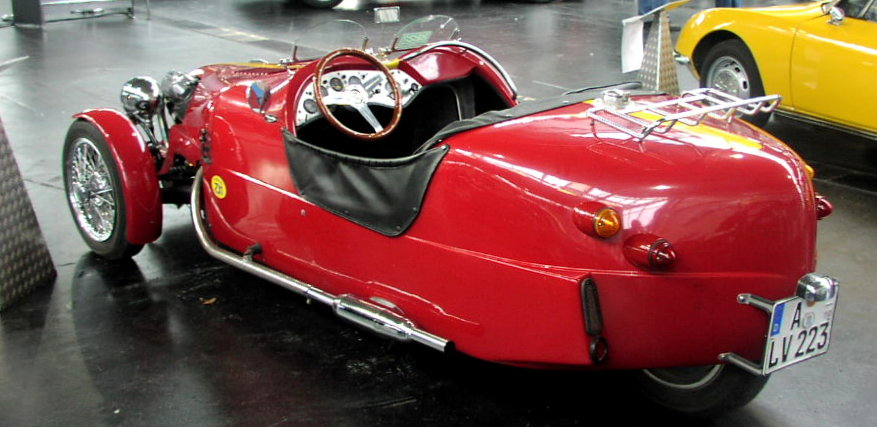
Lomax 223